# Augustine Birrell
Augustine Birrell (Wavertree, 19 de janeiro de 1850 — Londres, 20 de novembro de 1933) foi um escritor e político inglês.

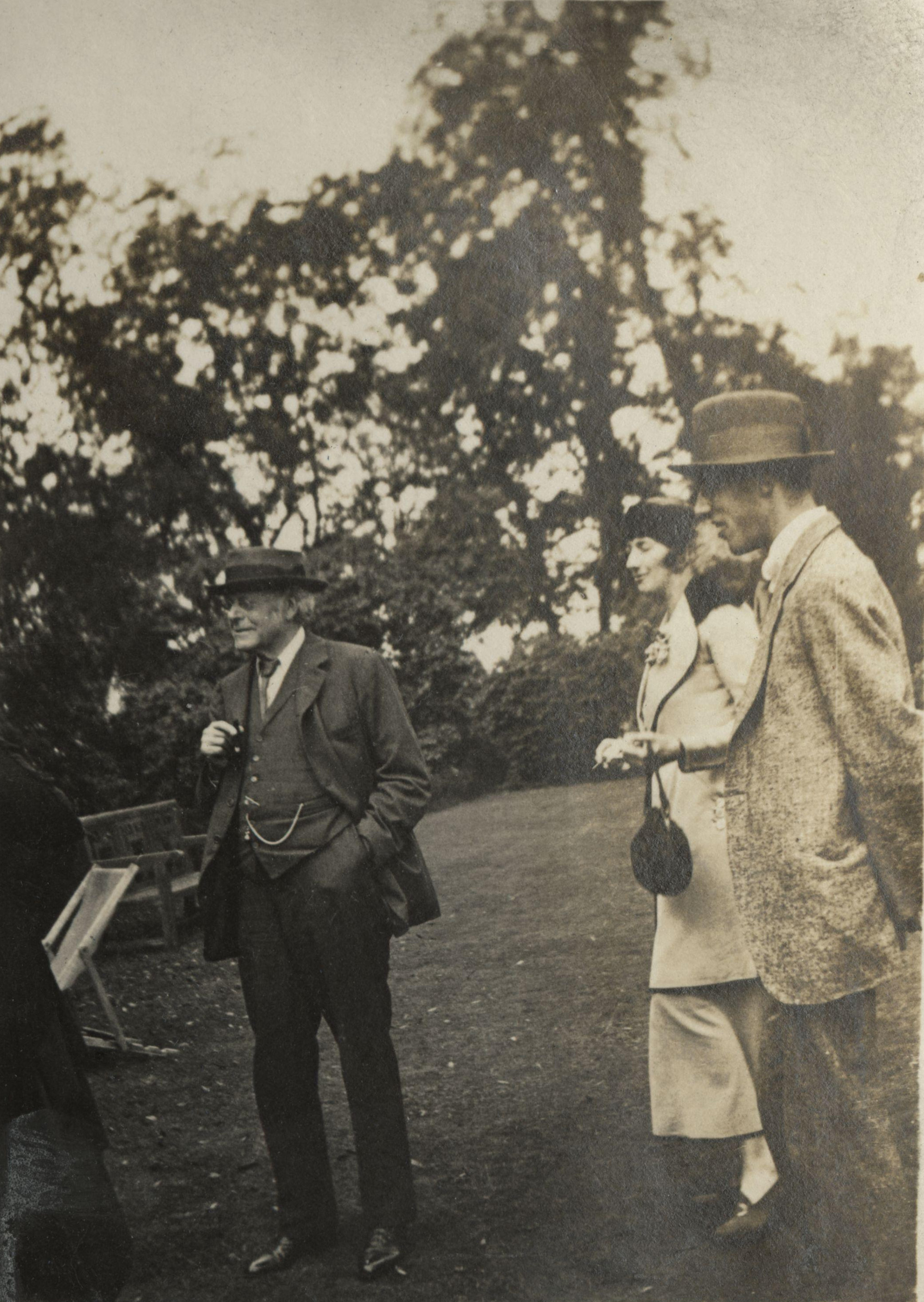
Augustine Birrell; Katharine Frances Asquith (née Horner); Anthony Birrell
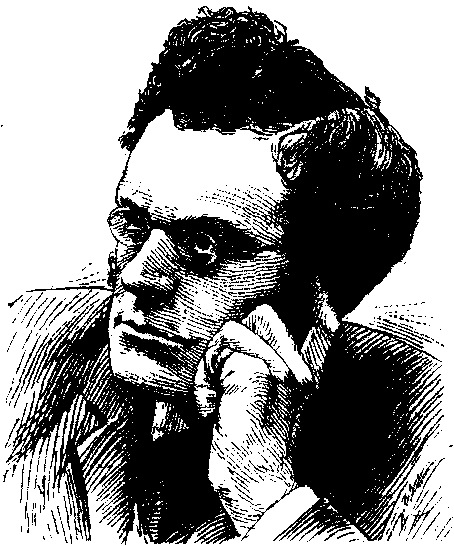
Retrato de Augustine Birrell